# San Diego (Zacapa)
San Diego (en honor a su santo patrono Diego de Alcalá) es un municipio del departamento de Zacapa, en la República de Guatemala. Está situado a 65 km de la cabecera departamental y a 145 km de la ciudad de Guatemala. Cuenta con diez aldeas, cuenta con uno de los mejores climas del departamento de Zacapa, el cual se encuentra en el valle formado entre la Sierra Madre y la Sierra de las Minas, que lo convierten en zona área. Limita con los municipios de San Pedro Pinula, San Luis Jilotepeque, Cabañas, y Chiquimula.

## Toponimia
Muchos de los nombres de los municipios y poblados de Guatemala constan de dos partes: el nombre del santo católico que se venera el día en que fueron fundados y una descripción con raíz náhuatl; esto se debe a que las tropas que invadieron la región en la década de 1520 al mando de Pedro de Alvarado estaban compuestas por soldados españoles y por indígenas tlaxcaltecas y cholultecas.  En algunos casos, los poblados solamente conservan el nombre del santo, como en el caso de San Diego, que fue nombrado así en honor al santo católico Diego de Alcalá.

## Demografía
El municipio de San Diego cuenta con una población de 5,825 habitantes, dividida en 2,849 hombres y 2,976 mujeres, comprendidas en 1,170 familias ubicadas en 1,444 viviendas, de acuerdo al censo de población realizado en 2002.

## División política
| Categoría | Listado |
| --------- | --- |
| Aldeas    | - El Porvenir - Venecia - Santa Elena - El Terrero - Pampur - Hierba Buena - La Ensenada - San Antonio - San Diego - Las Delicias |

### Ubicación geográfica
Sus colindancias son:
- Norte: Cabañas, municipio del departamento de Zacapa
- Sur: San Pedro Pinula y San Luis Jilotepeque, municipios del departamento de Jalapa
- Este: Chiquimula, municipio y cabecera del departamento de Chiquimula

|  | Norte: Cabañas                             |                  |
|  |                                            | Este: Chiquimula |
|  | Sur: San Pedro Pinula San Luis Jilotepeque |                  |

San Diego tiene varias vías de acceso; la más común es entrando por la aldea Santa Cruz del municipio de Río Hondo (km 126 Carretera al Atlántico «Jacobo Arbenz Guzmán» CA-9), pasando por Huité y Cabañas; esta carretera está asfaltada y en buen estado. También hay una entrada por el Rancho (km 80), que sale a la carretera de San Diego, a un kilómetro de la cabecera municipal de Cabañas, también completamente asfaltada.[cita requerida]
Otra carretera llega a San Diego proveniente de San Luis Jilotepeque, pero esta es de terracería hasta la aldea El Porvenir.  Por otra parte, hay una carretera proveniente de San Pedro Pinula, con entronque en la aldea El Porvenir del municipio de San Diego, y está asfaltada.
Otro camino es el proveniente de Chiquimula con entronque en el barrio Las Marías, pasando por la aldea El Terrero y el caserío El Chucte, pasando por la aldea San Antonio Las Lomas y la aldea Venecia hacia la cabecera municipal.[cita requerida]

## Gobierno municipal
Los municipios se encuentran regulados en diversas leyes de la República, que establecen su forma de organización, lo relativo a la conformación de sus órganos administrativos y los tributos destinados para los mismos.  Aunque se trata de entidades autónomas, se encuentran sujetos a la legislación nacional y las principales leyes que los rigen desde 1985 son:
| N.º | Ley                                                | Descripción |
| --- | -------------------------------------------------- | --- |
| 1   | Constitución Política de la República de Guatemala | Tiene una regulación legal específica para los municipios en los artículos 253 al 262. |
| 2   | Ley Electoral y de Partidos Políticos              | Ley de carácter constitucional aplicable a los municipios en el tema de la conformación de sus autoridades electas. |
| 3   | Código Municipal                                   | Decreto 12-2002 del Congreso de la República de Guatemala. Tiene la categoría de ley ordinaria y contiene preceptos generales aplicables a todos los municipios, e inclusive contiene legislación referente a la creación de los municipios.             |
| 4   | Ley de Servicio Municipal                          | Decreto 1-87 del Congreso de la República de Guatemala. Regula las relaciones entra la municipalidad y los servidores públicos en materia laboral. Tiene su base constitucional en el artículo 262 de la constitución que ordena la emisión de la misma. |
| 5   | Ley General de Descentralización                   | Decreto 14-2002 del Congreso de la República de Guatemala. Regula el deber constitucional del Estado, y por ende del municipio, de promover y aplicar la descentralización y desconcentración económica y administrativa.                                |

El gobierno de los municipios está a cargo de un Concejo Municipal mientras que el código municipal —ley ordinaria que contiene disposiciones que se aplican a todos los municipios— establece que «el concejo municipal es el órgano colegiado superior de deliberación y de decisión de los asuntos municipales […] y tiene su sede en la circunscripción de la cabecera municipal»; el artículo 33 del mencionado código establece que «[le] corresponde con exclusividad al concejo municipal el ejercicio del gobierno del municipio».
El concejo municipal se integra con el alcalde, los síndicos y concejales, electos directamente por sufragio universal y secreto para un período de cuatro años, pudiendo ser reelectos.
Existen también las Alcaldías Auxiliares, los Comités Comunitarios de Desarrollo (COCODE), el Comité Municipal del Desarrollo (COMUDE), las asociaciones culturales y las comisiones de trabajo. Los alcaldes auxiliares son elegidos por las comunidades de acuerdo a sus principios y tradiciones, y se reúnen con el alcalde municipal el primer domingo de cada mes, mientras que los Comités Comunitarios de Desarrollo y el Comité Municipal de Desarrollo organizan y facilitan la participación de las comunidades priorizando necesidades y problemas.
Los alcaldes que ha habido en el municipio son:
- 2008- 2012: Isaías Martínez Morales[cita requerida]

## Economía
La economía del Municipio de San Diego, ha estado enmarcada dentro del campo agropecuario, siendo las principales actividades el cultivo del maíz y fríjol y en menor escala tomate, chile y caña. Además sobresale la crianza de ganado para engorde y comercialización de los productos derivados de la leche (Queso, mantequilla y crema). 
Por su parte, la economía de la comunidad de la cabecera municipal ha estado enmarcada dentro del campo agropecuario, siendo las principales actividades el cultivo de maíz y fríjol y en pequeña cantidad el maicillo."